# Soziale Körperpflege
Soziale Körperpflege, Fremdputzen
oder Allogrooming,

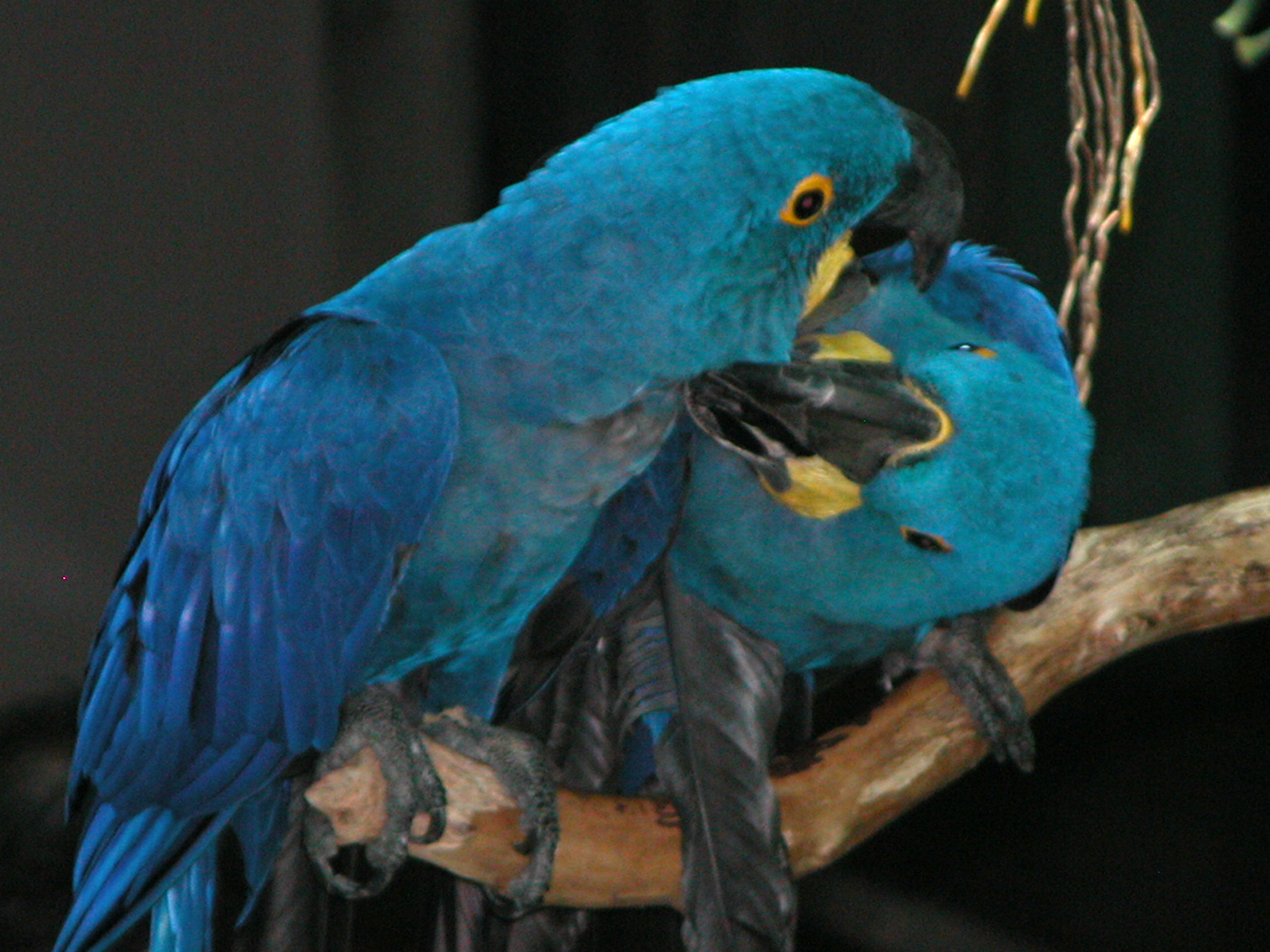
Gefiederkraulen bei Hyazintharas

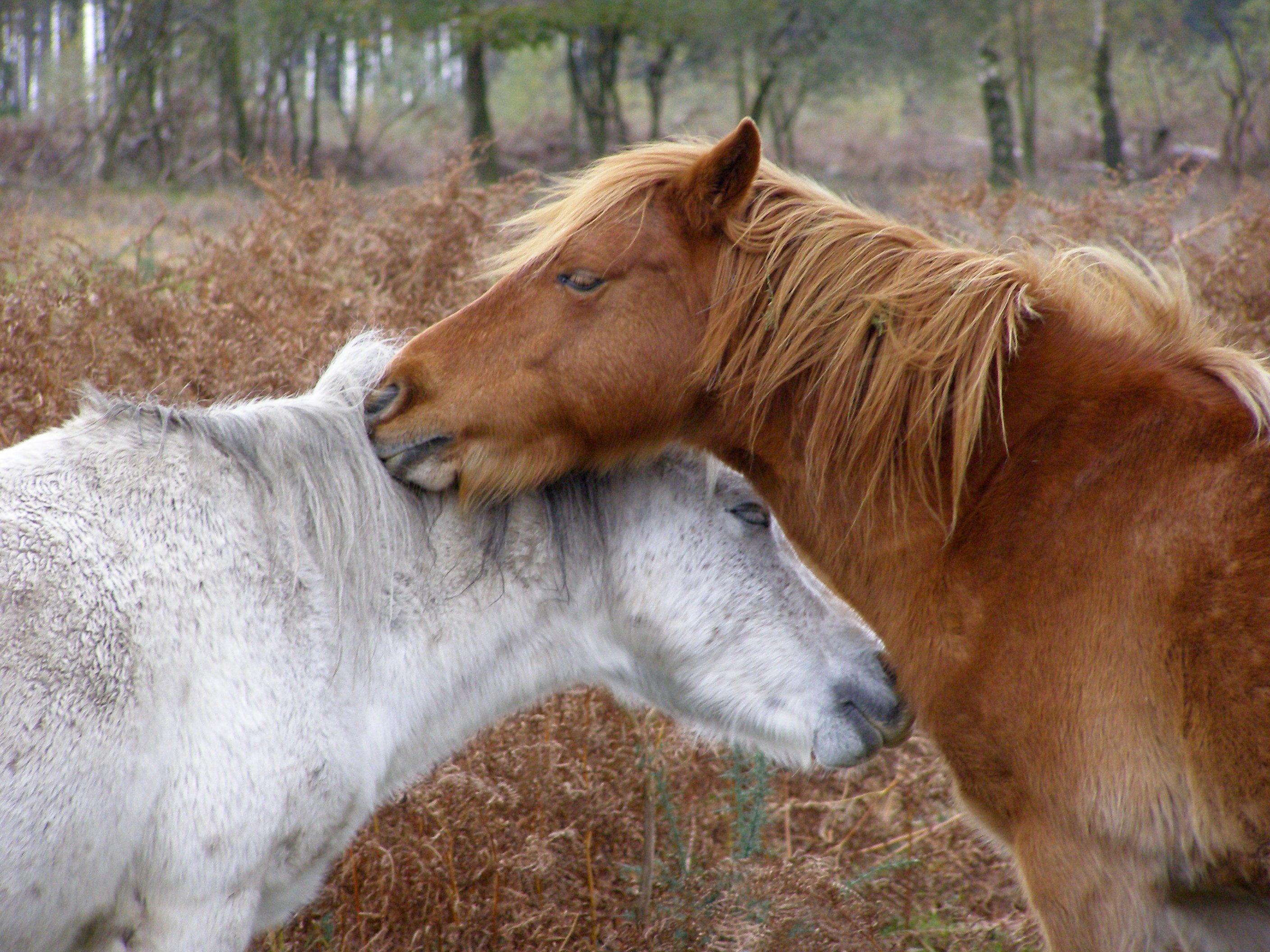
Wechselseitiges „Beknabbern“ bei Hauspferden

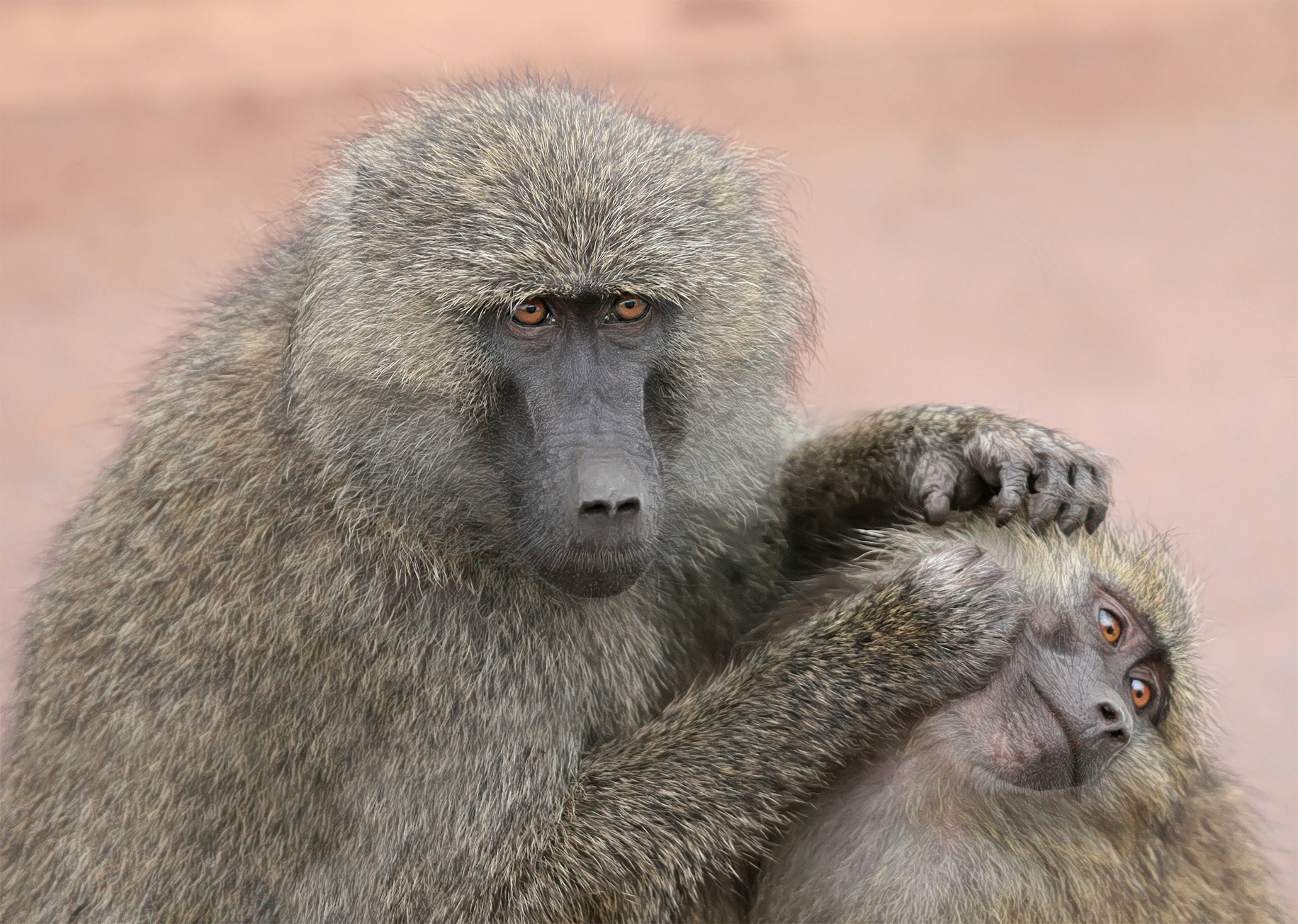
Ein erwachsener Anubispavian laust ein Jungtier.

teilweise auch Gefiederkraulen, Lausen oder Einander-Lausen genannt,
ist ein häufiges, wenn auch nicht allgemein verbreitetes Komfort-
bzw. Sozialverhalten bei Vögeln, Säugetieren und Insekten, das im Gegensatz zum der Körperpflege dienenden Putzverhalten vorrangig der Aufrechterhaltung von Sozialstrukturen dient.
Es wird von den Gepflegten als angenehm empfunden,
erfolgt einseitig, wechselseitig oder gleichzeitig und ist auf die für sie selbst schwer zugänglichen Körperstellen
von Artgenossen gerichtet.
Ursprünglich werden diese Körperstellen durch gegenseitiges Fremdputzen von Schmutz und Parasiten befreit. Die davon abgeleitete, ritualisierte,
soziale Körperpflege wurzelt, wie Irenäus Eibl-Eibesfeldt erkannte, stammesgeschichtlich in der Brutpflege
und ist mit Paarbindung, Gruppenbindung sowie Beschwichtigung und anderen Signalfunktionen verbunden.
Die Putzaufforderungsstellungen und Putzhaltungen sind häufig artspezifisch.
Viele Vogelarten putzen das Gefieder ihres Sozialpartners, bevorzugt im Kopfbereich.
Dieses Gefiederkraulen mit dem Schnabel
hat insbesondere bei manchen Entenvögeln eine große Bedeutung.
Während Pferde sich wechselseitig „beknabbern“, ist das Fremdputzen bei Rindern einseitig.
Dabei lecken sie den Partner am ehesten im Nacken, im Gesicht und im unteren Halsbereich, seltener auf dem Rücken und noch seltener an den Flanken.
Bei Primaten ist das Lausen ebenfalls einseitig und ihm kommt eine große Bedeutung zur Gruppenstärkung und zur Ausbildung eines Kommunikationsnetzes zu.
Rangniedere Tiere zeigen mittels Durchkämmen des Fells ranghöherer Tiere mit den Händen Subdominanz an und stecken gefundene Hautschuppen und Futterkrümel in den Mund.
Auch beim Menschen festigt symbolisches Lausen, Über-die-Haare-Streichen und Ähnliches die Bindung.
In der Öffentlichkeit ist dies jedoch in einigen Kulturen verpönt und in der Industriegesellschaft findet in diesem Bereich eine Professionalisierung statt (Beispiele: Masseur, Friseur, Pediküre und Maniküre). Die soziale Körperpflege gilt als wichtige Bedingung im Rahmen der Entwicklung der Sprache, die aus der Gestik hervorging und durch Zurufen auch auf Entfernung bandstiftend wirkt. Für kurze, nicht dem Informationsaustausch dienende Alltagsgespräche mit dieser Wirkung prägte Desmond Morris entsprechend den Begriff grooming talking.